# Громов, Андрей Антонович
Андрей Антонович Громов (Дидерихсен, Дитрихсен; 3 января 1887, Москва — 14 февраля 1922, Рига) — один из первых актёров русского немого кинематографа, режиссёр, сценарист.

## Биография
Первые упоминания об А. А. Громове относятся к его выступлениям в театральной труппе московского Введенского народного дома (реж. Павловский С. Е.) в сезоны 1908—1909 и 1909—1910 годов. Им создано более 40 образов. Это Незнамов («Без вины виноватые») и Жадов («Доходное место»), Борис («Гроза») и Пётр («Иудушка»), Почтмейстер («Ревизор») и Нелькин («Свадьба Кречинского»), Бакин («Таланты и поклонники») и Алексей («Дети Ванюшина») и др. Партнерами А. Громова по сцене Введенского народного дома были Пётр Чардынин, Александра Гончарова, Мария Токарская, Павел Бирюков, Антонина Пожарская, Василий Степанов и др.
В 1908 г. А. Громов был приглашён А. Ханжонковым вместе с театральной труппой Введенского народного дома для съёмок фильмов «Выбор царской невесты», «Песнь про купца Калашникова» и «Русская свадьба XVI столетия» (реж. В. М. Гончаров).
В конце 1910 г. (IX, X) А. Громов выступал также в постановках (семейных вечерах) Московского немецкого клуба.
В период 1909—1911 гг. А. Громов активно снимался в картинах В. Гончарова, П. Чардынина. Сыграл ряд заметных ролей — Мазепа («Мазепа»), Арсений («Боярин Орша»), Елецкий («Пиковая дама»), князь Мышкин («Идиот»), Ванюша («Коробейники»), Юрий («Вадим»), князь («Русалка», III 1910),
адмирал Нахимов («Оборона Севастополя»).
В 1912—1913 гг. А. Громов снимался мало — «Барышня-крестьянка» (III, 1912), «Человек» (Х, 1912). В 1913 г. состоялась первая самостоятельная режиссёрская работа А. Громова (по Вен. Вишневскому) — экранизация одноимённого произведения М. Ю. Лермонтова «Бэла» (XI, 1913, роль Печорина).
В сезоны 1911—1912 и 1913—1914 гг. А. Громов выступал также в театре Незлобина в постановках: «Женщина и паяц», «Мещанин-дворянин», «Псиша», «Орлеанская дева», «Колпачёк», «Орлёнок». В театре были задействованы превосходные актёры: Елизавета Жихарева, Марфа Кассацкая, Дора Читорина, Александр Чаргонин, Бронислава Рутковская, Владимир Неронов, Лидия Рындина, Николай Асланов и др.
В сентябре 1914 г. приступил к постановкам Московский Драматический театр (театр «Эрмитаж» Суходольских, реж. И. Шмидт). А. Громов выступал в спектаклях «Усмирение строптивой»,
«Король, закон и свобода», «Сказка о прекрасном короле Альберте».
Вместе с А. Громовым в Московском Драматическом театре выступали блистательные Мария Блюменталь-Тамарина (впоследствии первый народный артист СССР), Елена Полевицкая, Наталья Лисенко, Николай Радин, Иван Мозжухин и др.
В декабре 1914-го открывается Московский камерный театр (реж. А. Я. Таиров) постановкой индийской драмы «Сакунтала». В труппе театра — Коонен, Аркадин, Ценин, Асланов, Громов и др. Во
всех первых постановках («Сакунтала», «Ирландский герой», «Веер», «Духов день в Толедо») был задействован актёр Андрей Громов.
Интересно сотрудничество А. Громова с В. Старевичем, которое началось в 1912 г. на фильме «Путешествие на Луну». В «Снегурочке» (XI, 1914) А. Громов сыграл Мизгиря, а в «Руслане и Людмиле» (I, 1915) — Ратмира. А. Громов с В. Старевичем совместно срежиссировали «Смятые цветы» (1915) и «У последней черты» (1915). А.Громов играл в картинах В. Старевича: «Житель необитаемого острова», «Портрет», «Люди — рабы… только море свободно…» (1915).
В период 1915—1917 гг. А. Громов был востребован как актёр у Е. Бауэра, П. Чардынина, снимался у А. Уральского. Написал сценарии к «шаблонной любовной драме» (Вен. Вишневский; далее — В. В.) «Юрий Нагорный» (I, 1916, реж. Е. Бауэр) и «неудачной драме из жизни „маленьких“ людей» (В. В.) «Жизнью смятые души» (II, 1916, последняя работа реж. П. Чардынина на фирме А. Ханжонкова). В феврале 1916 г. А. Громов «ставит психологическую драму с интересным сюжетом» (В. В.) «Кровь неотмщённая». После смерти ведущего режиссёра фирмы «А. О. Ханжонков и Кo» Е. Бауэра (7 VII 1917), А. Громов полностью переключился на режиссуру. Поставлены А. Громовым в 1917 г. — «Осень женщины» (VIII 1917), «удачная экранизация одноимённого рассказа И. С. Тургенева» (В. В.) — «Сон» (IX 1917), «посредственная драма с шаблонным сюжетом» (В. В.) — «Тени любви» (X 1917, худ. — Л. Кулешов), «Призыв смерти» (X 1917), «Пути измены» (X 1917), «Жизнь трёх дней» (XI 1917, худ. — Л. Кулешов). А. Громов завершил задуманную Е. Бауэром драму «Сумерки» (30 XII 1917). В конце 1917 г. А. Громов переезжает в Крым к А. Ханжонкову. По-видимому в 1920 г. А. Громов покинул Россию, а в 1921-м он оказывается в Германии. 24 и 29 апреля 1921-го проходили вечера Чардынина в берлинском зале «Logenhaus» с участием актёрского состава картины «Дубровский атаман разбойников». Приглашён был и А. Громов, хотя в этой картине П. Чардынина он не снимался.
В марте 1921 г. А. Громов получил гражданство Латвии, куда и прибыл вместе с П. Чардыниным и актёрами Московского Художественного театра в июне 1921 г.
А. Громов участвовал в постановках спектаклей (реж. М. А. Токарская) — «Потоп» (28 и 29 VI), «Хрущевские помещики» (20 VII), «Сверчок на печи» (10 IX). Вместе с П. Чардыниным А. Громов вёл курсы кинематографии, которые однако большого успеха не имели. В дальнейшем (IX, X 1921) он выступал в небольших постановках, фарсах, миниатюрах. А с 20 по 24 октября 1921 г. в театре Маринэ состоялся бенефис актёра А. Громова с участием актрисы МХТ М. А. Токарской-Дидерихсен, затем… тяжёлая болезнь. 14 февраля 1922 г. А. Громов умер в туберкулёзном отделении больницы Сарканкални на ул. Дунтес.
«Умер артист А. А. Громов, талантливый актёр труппы Незлобина. Последние месяцы он тяжело болел, жил в санатории, очень нуждался. Одно время покойный служил в Русской Драме, потом дирекция сочла нужным с ним расстаться, и он был оставлен буквально на волю и милость судьбы». (Сегодня 15 II 1922)
Заупокойная литургия проходила в кафедральном соборе 18 февраля 1922 года, после чего Андрей Громов был похоронен на Покровском кладбище Риги. Могила не сохранилась.

## Фильмография
- 1909 — Песнь про купца Калашникова
- 1909 — Русская свадьба XVI столетия («Выбор царской невесты») — Жених
- 1909 — Ванька-ключник («Русская быль XVII столетия») — Ванька
- 1909 — Мазепа — Мазепа
- 1909 — Чародейка («Нижегородское предание») — Княжий сын
- 1910 — Боярин Орша — Арсений
- 1910 — Идиот — Князь Мышкин
- 1910 — Русалка — Князь
- 1910 — Пиковая дама — Елецкий
- 1911 — Оборона Севастополя — Нахимов
- 1912 — 1812 год
- 1912 — Путешествие на Луну
- 1913 — Дядюшкина квартира
- 1914 — Немые свидетели
- 1914 — Руслан и Людмила — Ратмир
- 1915 — Портрет — художник Чартков
- 1915 — Я — царь, я — раб, я — червь, я — Бог — Иван, сын Строевой
- 1916 — Приключение Лины в Сочи — граф
- 1916 — Миражи
- 1916 — Путаница
- 1917 — Умирающий лебедь — Валерий Глинский, художник
- 1918 — Бурей жизни смятые